# Meretriz

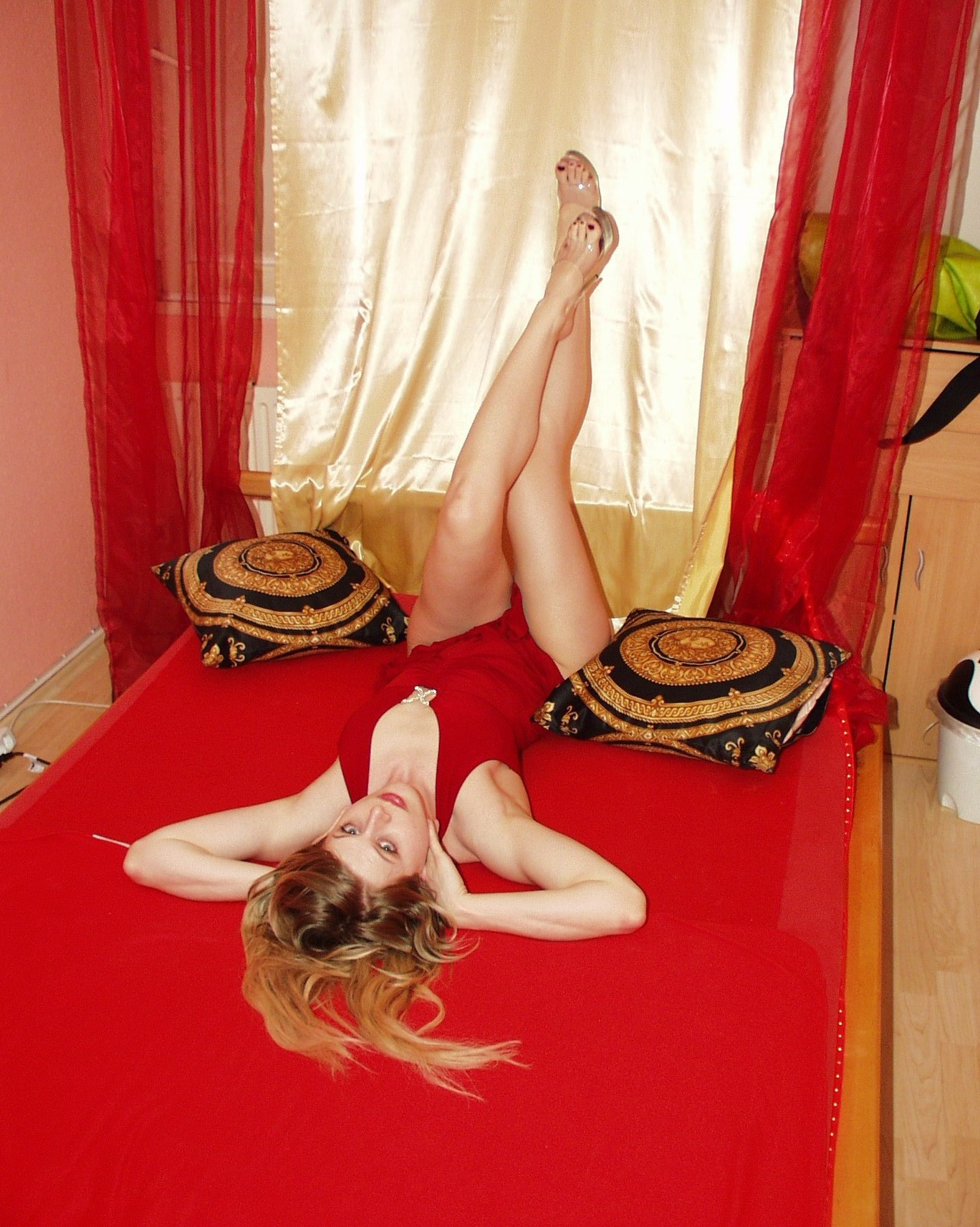
Meretriz moderna.

Meretriz es una palabra latina utilizada en la actualidad como sinónimo de prostituta. Acercándose más a la etimología de la palabra, meretriz es la mujer que, sin amor, contrae matrimonio con un hombre por interés económico o social.
El cambio de significado de la palabra meretriz tiene su origen durante el propio Imperio romano. La verdadera prostituta de prostíbulo se denominaba inicialmente quastuosa. Y eran estas, y no las meretrices, las dedicadas a la prostitución.
Junto a estas existían sacerdotisas de diferentes templos y diversos nombres que ejercían el sexo por vocación religiosa (como las originales bacantes) o como medio de subsistencia de su culto, aportando sus servicios sexuales a cambio de dinero y enmascarando la transacción bajo algún rito religioso (uno de esos templos era precisamente de las adoradoras de la diosa egipcia Isis).
Y son precisamente las mujeres solteras y sin vocación de prostitutas, pero que ejercen temporalmente la prostitución, a las que originariamente se denominaba meretrices.
Dicha distinción aparece claramente en los textos legales de Pompeya. Podría decirse, adaptándose a la actualidad, que la meretriz era una especie de prostituta «aficionada» en cuyas relaciones no tenía por qué existir necesariamente transacción económica.

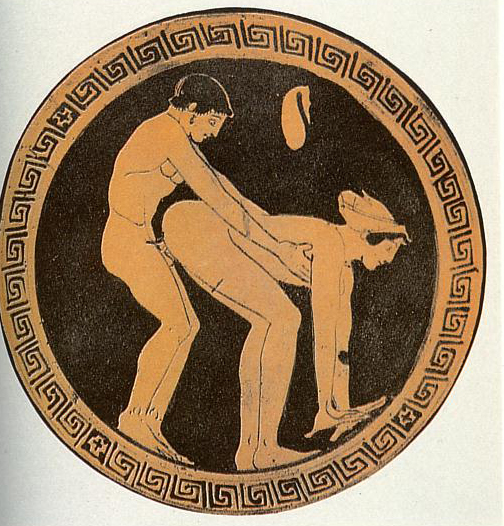
Cliente y prostituta ilustrados en una copa de vino de la Grecia antigua.

Precisamente el carácter «aficionado» de la meretriz permitió con el paso del tiempo la apertura de prostíbulos donde se ofertaban como falsas meretrices como sinónimo de no profesionales, contribuyendo a la confusión de la palabra.
Además, la meretriz tenía un carácter atractivo y, al menos en teoría, no se veían abocadas a la prostitución como una forma de esclavitud o alguna causa ajena a su voluntad. Precisamente, las primeras meretrices eran mujeres corrientes que querían aprender sobre el sexo o les atraía este e ingresaban en templos para iniciarse. 
También hay textos que narran historias sobre hombres que ingresan a sus jóvenes mujeres en templos dedicados al sexo a modo de cursillo para que, como meretrices temporales, aprendieran a satisfacer correctamente a su futuro esposo. La historia cuenta de mujeres que preferían ingresar en la orden, donde les espera una vida sencilla y sin dificultades, a continuar con su marido.
Las emperatrices romanas tampoco se libraron de ser meretrices; como Teodora o Mesalina. En el caso de Mesalina, esta ingresaba periódicamente en el templo/prostíbulo bajo el pseudónimo de Lycisca.
La llegada del cristianismo y su nueva moral sexual terminó por meter en el mismo saco ambas modalidades de mujeres.

## Lista de meretrices famosas
- Kallixeina, cortesana tesalónica de Alejandro Magno.
- Teodora, emperatriz romana de Oriente.
- Mesalina, emperatriz romana, bajo el pseudónimo de Lycisca.
- Clodia, amante de Catulo, bajo el pseudónimo de Lesbia.